# Große Newa
Die Große Newa (russisch Большая Нева, Bolschaja Njewa) ist der größere linke Arm im Delta der Newa.
Er verläuft von der Schlossbrücke bis zur Newabucht (Невская губа) und ist etwa 3,5 Kilometer lang. Seine Breite schwankt zwischen 200 und 400 Metern. Die Große Newa ist bis zu 12,8 Meter tief. In die Große Newa fließen die Fontanka, die Moika und der Nowo-Admiralteiski-Kanal.
Die Große Newa wird von zwei Brücken überquert, der Schlossbrücke und der Blagoweschtschenski-Brücke.